# Нестле, Вильгельм
Вильгельм Нестле (нем. Wilhelm Nestle; 16.04.1865, Штутгарт — 18.04.1959, там же) — немецкий филолог-классик; сводный брат Эберхарда Нестле. Доктор, профессор (1919). Исследователь древнегреческой философии. Впервые выдвинул формулу «От Мифа к Логосу». После окончания школы учился классической филологии в Тюбингене и Берлине. С 1932 года на пенсии, эмерит-профессор Тюбингенского университета. Один из его сыновей, Вальтер, также стал классическим филологом.